# To the End
"To the End" är den brittiska alternativa rockgruppen Blurs nionde singel, utgiven den 30 maj 1994. Som bäst nådde singeln plats 16 på den brittiska topplistan. Detta var den andra singeln som hämtades från albumet Parklife. Samtliga låtar är skrivna av Albarn/Coxon/James/Rowntree.

## Låtlista
- CD1

1. "To the End"
2. "Threadneedle Street"
3. "Got Yer!"

- CD2

1. "To the End"
2. "Girls & Boys" (Pet Shop Boys 7" remix)
3. "Girls & Boys" (Pet Shop Boys 12" remix)

- Kassett

1. "To the End"
2. "Girls & Boys" (Pet Shop Boys 7" remix)
3. "Threadneedle Street"

- 12"

1. "To the End"
2. "Girls & Boys" (Pet Shop Boys 7" remix)
3. "Girls & Boys" (Pet Shop Boys 12" remix)